# Nirvána-érv
A Nirvána-érv (vagy Nirvána-tévedés, angolul Nirvana fallacy) egy érvelési hiba, amely akkor merül fel, amikor valós eseményeket vagy lehetőségeket egy irreális, idealizált alternatívával vetünk össze. Ugyancsak Nirvána-érvként tartjuk számon az utópisztikus feltételezést, miszerint az aktuális problémára létezik tökéletes megoldás. Jellegéből fakadóan gyakran tűnik fel a politikai kommunikációban.
A Nirvána-érv használója hamis analógiát állít fel, amikor a valós megoldási lehetőséget egy nyilvánvalóan előnyös végkimenetellel kecsegtető, ugyanakkor teljesen valószínűtlen eseménnyel állítja párhuzamba. A torz hasonlat alkalmas rá, hogy használója bármilyen felvetést arra hivatkozva ellenezzen, hogy az az adott problémára nem jelent tökéletes megoldást.
A választás soha nem a valós megoldási lehetőség(ek) és az utópisztikus elképzelés(ek) között, hanem két (vagy több) realisztikus megoldási lehetőség között áll fenn azon az alapon, hogy melyik eredményez kedvezőbb végkimenetet. Ezért ez az érvelési hiba a hamis dilemma egy fajtája: vagy tökéletes a megoldás, vagy egyáltalán nem jó.
Az elnevezés Harold Demsetz-től, a UCLA közgazdász-professzorától származik.

## Példák
„Nem kötöm be a biztonsági övet, hiszen attól még ugyanúgy meghalhatok egy balesetben.”
A biztonsági öv valóban nem tud mindig megvédeni a haláltól, de csökkenti annak esélyét. A megszólaló azzal az érvvel veti el a biztonsági öv használatát, hogy az nem nyújt 100%-os védelmet, nem "tökéletes". Azonban tökéletes védelmet nem lehet elvárni és a megszólaló sem tud ilyet; ezért ez az érv Nirvána-érv.
„Kerítéssel és riasztóval védeni a házat fölösleges pénzköltés, hiszen az ilyen házakba is be lehet törni.”
Természetesen igaz, hogy egy kellően felkészült betörő még egy erősen védett házba is be tud törni, de ettől a védelem még nem fölösleges, hiszen a kevésbé felkészült bűnözők fennakadnak rajta, és/vagy könnyebb célpontot választanak. A kerítések, riasztók nem tökéletes védelmek, de észszerű védelmek – ezért azzal érvelni, hogy nem védenek ki minden betörést, Nirvána-érv.